# Maciej Włodek (ur. 1829)
Maciej Włodek (ur. 19 grudnia 1829 w Łowczowie – zm. ?) – chłop, poseł do Sejmu Krajowego Galicji i do austriackiej Rady Państwa
Chłop, właściciel gospodarstwa rolnego z  Łowczowa, w gminie Tuchów, pow. tarnowski. Wójt gminy Tuchów (1877-1883), członek Rady Powiatu (1870-1883) i Wydziału Powiatowego (1879-1883) w Tarnowie.
Poseł do Sejmu Krajowego Galicji III kadencji (1870–1876), wybrany w IV kurii obwodu Tarnów, z okręgu wyborczego nr 66 Tarnów-Tuchów. Po jego rezygnacji w 1876 w jego miejsce wybrano Eustachego Stanisława Sanguszkę. 
Był także posłem do austriackiej Rady Państwa IV kadencji (27 grudnia 1871 - 7 września 1873) wybranym przez Sejm w kurii XXI po nieprzyjęciu mandatu przez Jana Józefa Tarnowskiego – jako delegat z grona posłów wiejskich okręgów: Jasło, Rzeszów, Łańcut, Leżajsk, Rozwadów, Tyczyn, Tarnów, Dąbrowa, Dębica, Ropczyce, Mielec. W parlamencie austriackim członek Koła Polskiego. 

## Rodzina
Urodził się w rodzinie chłopskiej, syn Jana (zm. w 1848). Żonaty był trzykrotnie: 1) z Marianną z Dziekanów, 2) Anielą z Żyłków i 3) w 1859 z Anną z Własnowolskich z którą miał trzy córki i dwóch synów.